# 국제공인 정보시스템 보안전문가

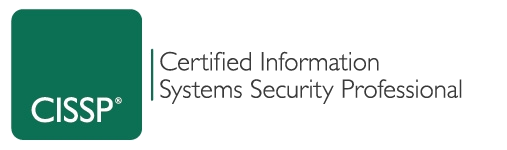
국제공인 정보시스템 보안전문가(CISSP) 로고

국제공인 정보시스템 보안전문가(Certified Information Systems Security Professional, 이하 CISSP)는 국제정보시스템보호인증협회 (International Information System Security Certification Consortium, 이하 (ISC)²)에서 독립적으로 운영되는 정보보호 인증 자격증이다.
2016년 11월 기준, 전세계 162개국에서 110,980명의 CISSP 자격증을 소지한 (ISC)² 회원이 있다. 2004년 6월 CISSP자격은 ANSI ISO/IEC 17024:2003 표준에 따라 미국정부의 인가를 받았다. 또한 미국 국방부의 기술적/관리적 정보보호 기준인 DoDD 8570 인증기준의 공식 승인을 받았다. CISSP은 미국 국가안보국(NSA)의 정보보호프로그램의 기본자격증으로 채택되었다.